# Maurice Genevoix
Maurice Genevoix, född 29 november 1890 i Decize, Nièvre, död 8 september 1980, var en fransk författare. Han skadades i första världskriget och slog igenom som pacifistisk skildrare av kriget. I mitten av 1920-talet övergick han till att skriva regionalistiska romaner där han framförallt skildrar Loiredalens landsbygd. Hans stil är besläktad med den hos Henri Bosco och Jean Giono. Romanerna är realistiska med skildringar av våld, strid och död som normala inslag i både djurs och människors tillvaro. År 1925 fick han Goncourtpriset för Raboliot, som skildrar en vendetta mellan en tjuvskytt och den lokala polisen. Genevoix valdes in i Franska akademien 1946 men blev inaktiv 1974 för att frigöra mer tid åt skrivandet. Han avled av en hjärtinfarkt 1980 under en semesterresa i Spanien.
Sedan 1985 finns Maurice Genevoix-priset som delas ut av staden Garches. Sedan 2004 finns även ett Maurice Genevoix-pris som delas ut av Franska akademien.